# Miconia aligera
Miconia aligera  es una especie de planta con flor en la familia de las Melastomataceae. 

## Distribución
Es endémica de Perú. Fue un árbol conocido de la cordillera Vilcabamba, al sur del parque nacional Otishi.
No se ha recolectado desde 1968. Sus poblaciones podrían estar afectadas por deforestación. Está amenazada por destrucción de hábitat.

## Taxonomía
Miconia aligera fue descrita por Wurdack y publicado en Phytologia 23(5): 486–487. 1972.
Etimología
Miconia: nombre genérico que fue otorgado en honor del botánico catalán Francisco Micó.
aligera: epíteto latíno que significa "alada"